# Запасное стекло
«Запасное стекло» (англ. Safety Glass) — комедийная драма, вышедшая 2009 году, со Стивом Куганом и Хилари Дафф в главных ролях.

## Сюжет
Фильм рассказывает историю репортёра, освещающего запуск шаттла «Челленджер» в 1986 году. После взрыва шаттла его история переплетается с жизнями некоторых местных школьников старших классов.

## Название
Первоначальное название фильма «Safety Glass», однако в декабре 2008 года фильм обрёл новое название «What Goes Up». Но уже в начале 2009 фильму вернули старое название.

## В главных ролях
- Стив Куган — Campbell Babbitt
- Хилари Дафф — Люси
- Молли Шэннон — Пенелопа
- Оливия Тирлби — Тесс
- Джош Пек — Джим
- Максвелл Хоффман — Фенстер
- Молли Прайс — Донна
- Сара Линд — Пегги Линд
- Андреа Брукс — Сью
- Ингрид Нилсон — Энн
- Бренна О'Брайэн — Маленькая девочка
- Гэбриэлль Роуз — Миссис Бридиган